# Game Boy Advance Video
Il Game Boy Advance Video (o GBA Video) è un formato per l'immagazzinamento di video all'interno di cartucce per il Game Boy Advance ed il Game Boy Advance SP.
Ogni GBA Video contiene fino a 45 minuti di filmati in HQVGA. Ogni cartuccia può contenere da due a quattro episodi di una serie animata tra Dora l'esploratrice, Dragon Ball GT, Due fantagenitori, Fragolina Dolcecuore, I Rugrats da grandi, Le avventure di Jimmy Neutron, Nome in codice: Kommando Nuovi Diavoli, Pokémon, Sonic X e SpongeBob. Ad eccezione della serie Pokémon, prodotta dalla The Pokémon Company, le cartucce sono create dalla Majesco Sales.